# Nicole LaPointe Jameson
Nicole LaPointe Jameson (née le 11 avril 1994 au Connecticut) est une femme d'affaires américaine, présidente du club d'esport Evil Geniuses.
En 2020, elle est intégrée à la liste Forbes 30 Under 30 dans la catégorie Jeux.